# Íñigo de la Serna
Íñigo Joaquín de la Serna Hernaiz (Bilbao, 10 de enero de 1971), más conocido como Íñigo de la Serna es un político e ingeniero de caminos, canales y puertos español, miembro del Partido Popular, alcalde de Santander entre 2007 y 2016 y ministro de Fomento desde el 4 de noviembre de 2016 hasta el 1 de junio de 2018.

## Biografía
Nació en Bilbao, y ha vivido toda su vida en Santander. Hijo único, estudió en el Colegio San Agustín de la capital cántabra y realizó el COU en Ohio (Estados Unidos), antes de ingresar en la Escuela Técnica Superior de Ingenieros de Caminos, Canales y Puertos de la Universidad de Cantabria, donde se graduó como ingeniero de Caminos, Canales y Puertos. Trabajó en el gabinete de ingeniería Apia XXI.
Su trayectoria política comienza cuando en 1999 es nombrado jefe del gabinete del consejero de Medio Ambiente del Gobierno de Cantabria, José Luis Gil. A partir de 2003 se hace cargo de la concejalía de Medio Ambiente, Agua y Playas en el Ayuntamiento de Santander. En el año 2004 es elegido vicesecretario del Partido Popular de Cantabria, para después presentarse a las elecciones municipales del año 2007. Íñigo de la Serna fue elegido alcalde de Santander en dichas elecciones, consiguiendo 15 de los 27 concejales (el PSC-PSOE obtuvo 7 y el PRC los 5 restantes).
Al ser elegido, se convirtió en el segundo alcalde más joven de capital de provincia de toda España tras Agustín Conde (Conde fue elegido alcalde de Toledo en 1995 con 30 años)[cita requerida] ya que únicamente tenía 36 años, además de hacerlo con mayoría absoluta obteniendo el 52 % de los votos, siendo esta la primera vez que se presentaba. En las elecciones municipales del año 2011, revalida su mayoría absoluta de forma más amplia como alcalde de Santander, consiguiendo 18 de los 27 concejales (el PSC-PSOE obtuvo 5 y el PRC los 4 restantes). Se convirtió así en el cuarto alcalde más votado de España obteniendo el mayor récord de su partido en la ciudad con el 56 % de los votos.[cita requerida]
Como alcalde, y gracias a la puesta en práctica del proyecto europeo SmartSantander, apostó fuertemente por convertir a Santander en referente dentro de las llamadas ciudades inteligentes.
En este sentido abogó desde su cargo como presidente del Consejo de Municipios y Regiones de Europa (CMRE) por promover la interoperabilidad tecnológica entre las diferentes ciudades de la Unión Europea que permitiese compartir la información y proyectos en el campo de las smart cities. En junio de 2012 fue elegido presidente de la Red Española de Ciudades Inteligentes (RECI).
En las elecciones municipales de 2015, pierde la mayoría absoluta y se queda con 13 concejales sumando el 40 % de los votos, el mejor resultado en una capital de provincia para el PP después del desgaste sufrido por sus siglas en toda España.[cita requerida] Es reelegido alcalde con el apoyo de los dos concejales de C´s y que hace que toda la oposición vote a sus propios candidatos en el pleno de investidura, gobernando en minoría. El resto de la corporación está conformada por 5 concejales del PSC-PSOE, 4 del Partido Regionalista de Cantabria, 1 de Ganemos Santander Sí se Puede, 1 de Izquierda Unida de Cantabria y 1 no adscrito.
Desde el 23 de julio de 2012 al 19 de septiembre de 2015 ostentó también el cargo de presidente de la Federación Española de Municipios y Provincias (FEMP), tras la dimisión del anterior regidor, Juan Ignacio Zoido, siendo elegido por unanimidad entre los miembros pertenecientes a todos los partidos políticos que forman el Consejo Territorial de la misma. El 19 de septiembre de 2015 deja la presidencia de la FEMP en manos del socialista Abel Caballero. Ha estado al frente de la Red Española de Ciudades Inteligentes (RECI) desde su fundación en el año 2012 hasta el mes de mayo de 2016. Desde el 1 de enero de 2016, ha ocupado la presidencia del Consejo de Municipios y Regiones de Europa (CMRE).
Siendo alcalde apoyó la construcción del Centro de Arte Botín en una zona muy céntrica de la ciudad, cuya inauguración fue anunciada para el 23 de junio de 2017 tras varios años de retraso .

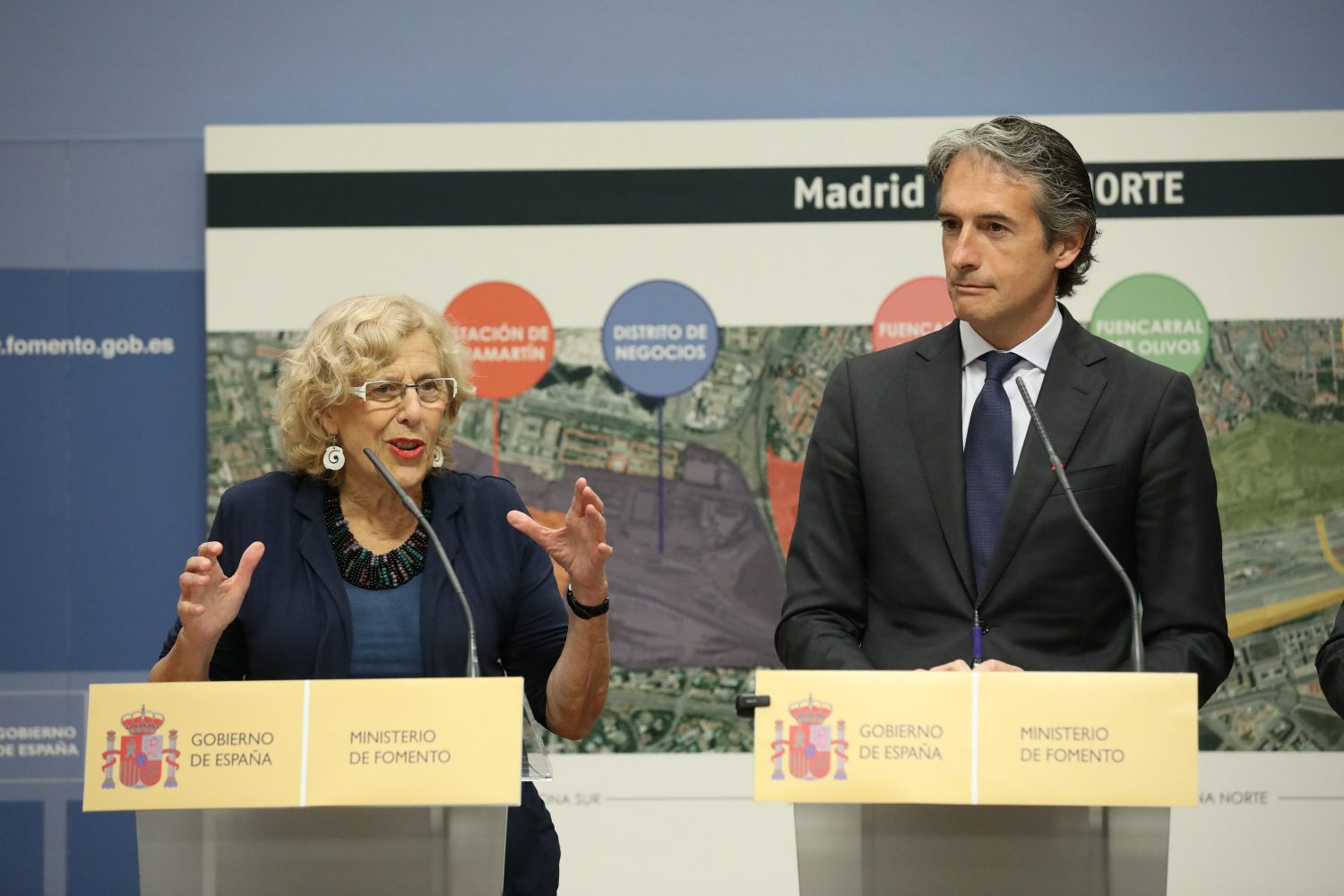
Junto a Manuela Carmena, durante la presentación del plan de Madrid Nuevo Norte

El 4 de noviembre de 2016 fue nombrado ministro de Fomento del Gobierno de España. A los 35 días de perder la mayoría absoluta y siendo alcalde de Santander (29 de julio de 2016) apoyó la creación de una comisión de investigación parlamentaria sobre el accidente del Alvia; 180 días después, siendo ministro, se negó a la creación de dicha comisión. A los 132 días de su ministerio, fue el tercer ministro al que rechazan un decreto ley (el primero en una situación de funcionamiento normal del gobierno), por el que se reformaba la regulación del modelo de estiba español.
Sin embargo, gracias a la negociación política, el Gobierno consiguió que se convalidara el real decreto ley de reforma y liberalización del sector de la estiba en mayo de 2017 con los votos del PP, Ciudadanos, PNV y la abstención del PDeCat (174 votos a favor, 165 en contra y 8 abstenciones).
En 18 meses como ministro de Fomento, Íñigo de la Serna impulsó importantes proyectos en todos los ámbitos de su competencia, destacando el fuerte avance del Corredor Mediterráneo. 
En materia ferroviaria destaca la apuesta por las cercanías, con planes presentados ya por valor de más de 11.000 millones de euros para mejorar las comunicaciones de los núcleos de la Comunidad de Madrid, Cataluña, Cantabria, Asturias y Comunidad Valenciana.
El transporte de mercancías por ferrocarril fue otra de las prioridades de De la Serna. Así, en diciembre de 2017 presentó la hoja de ruta del Grupo Fomento en este ámbito, diseñada con el objetivo de impulsar en los siguientes cinco años este modo de transporte más sostenible.
Dado el carácter fundamental de los puertos en la distribución de las mercancías,  el ministro De la Serna impulsó el diseño de un plan integral, que incluía inversiones específicas para la accesibilidad portuaria, con una dotación de 1.418 millones de euros  para el período 2017-21.
En el sector aéreo, con la llegada de Íñigo de la Serna, se ha aprobado el primer documento de regulación aeroportuaria que marca un escenario estable para los próximos cinco años, con una inversión de 2600 millones de euros y un descenso de las tasas del 11%. A estas rebajas se une, además, el Plan de Vuelo 2020 de ENAIRE, que moderniza los sistemas de navegación y supone una reducción de las tarifas del 12% para el año 2019. Otro de los planes que llevó adelante el ministro de Fomento en su primer año y medio de legislatura fue el plan estratégico de drones, pionero en Europa y que buscaba la creación de 11.000 puestos de trabajo en los siguientes 17 años.
En materia aeroportuaria destacan también los planes directores de los dos grandes aeropuertos españoles. En el Adolfo Suárez- Madrid- Barajas se ampliará su capacidad hasta los 80 millones de pasajeros con una inversión de 1.571 millones de euros entre 2017-2026. En el caso del Barcelona-El Prat la inversión prevista asciende a 1.929 millones de euros (incluyendo las actuaciones por importe de 464 millones de euros en el aeropuerto de Gerona-Costa Brava) en los próximos 8 años. Entre otras actuaciones se construirá un edificio satélite de la terminal T1 que permitirá aumentar la capacidad del aeropuerto hasta los 70 millones de pasajeros.
De la Serna presentó en marzo el Plan Inmobiliario del aeropuerto de Barcelona-El Prat que suponía una inversión total de 1.264 millones de euros para los próximos 20 años con el objetivo de fomentar la competitividad económica de la zona.
Un mes después, en abril de 2018 dio a conocer el Plan Inmobiliario para el aeropuerto de Barajas. Con una inversión cercana a los 3.000 millones de euros, que abarcaría una superficie diez veces superior al parque de El Retiro.
En cuanto a las infraestructuras viarias, destaca el Plan de Inversión Extraordinario en Carreteras (PIC). Se trataba de un nuevo mecanismo de financiación que conllevaba una inversión de 5000 millones de euros y que permitiría actuar sobre más de 2000 km en los próximos cuatro años. 
Otro de los retos al que se enfrentó el ministro en la corta legislatura fue solucionar el problema de las autopistas en proceso de liquidación, que debía ser relicitadas en 2018.
Dentro de la planificación del Ministerio en el primer año y medio de legislatura también se sacó adelante, por un lado, el Plan de Innovación para el Transporte y las Infraestructuras, que perseguía promover el liderazgo mundial de España en estos sectores a través de la innovación, y por otro el Plan de Internacionalización del Transporte y las Infraestructuras que buscaba generar más y mejores oportunidades de negocio para las empresas españolas en el exterior.
Respecto a las competencias del Ministerio en materia de Vivienda, cabe resaltar las dos convocatorias del 1,5 % Cultural realizadas en menos de un año. La primera de ellas con un presupuesto de 50,5 millones de euros y la segunda por importe de 51 millones de euros.
Asimismo, en marzo de 2018, el Gobierno aprobó el nuevo Plan Estatal de Vivienda para los años 2018-2021. Con unas ayudas previstas de 1443 millones de euros, las líneas maestras se centraron en fomentar el alquiler y la rehabilitación y regeneración urbanas.

## Abandono de la vida política
Tras la Moción de censura contra Mariano Rajoy de 2018 e investidura de Pedro Sánchez como presidente del Gobierno, De la Serna, sin escaño de diputado ni otros cargos públicos (renunció a su cargo de alcalde de Santander y a sus actas de concejal del Ayuntamiento de Santander y de diputado regional del Parlamento de Cantabria al ser nombrado ministro de Fomento), se vio apartado de la vida pública.
Al poco tiempo, comienza a trabajar para la firma de cazatalentos Seeliger y Conde, además de para la multinacional tecnológica NEC, la cual fue adjudicataria de un contrato de 2 millones de euros al final de su mandato en la alcaldía de Santander. Posteriormente hizo lo propio fichando por el Banco Interamericano de Desarrollo, como asesor externo de uno de sus comités.
Fue director general de Madrid Green Urban Mobility Lab y actualmente (2024) es consultor externo, consejero independiente del Banco de Caminos y vicepresidente de la empresa TYPSA.
Tras su salida de la política se graduó en Administración y Dirección de Empresas.